# 历法

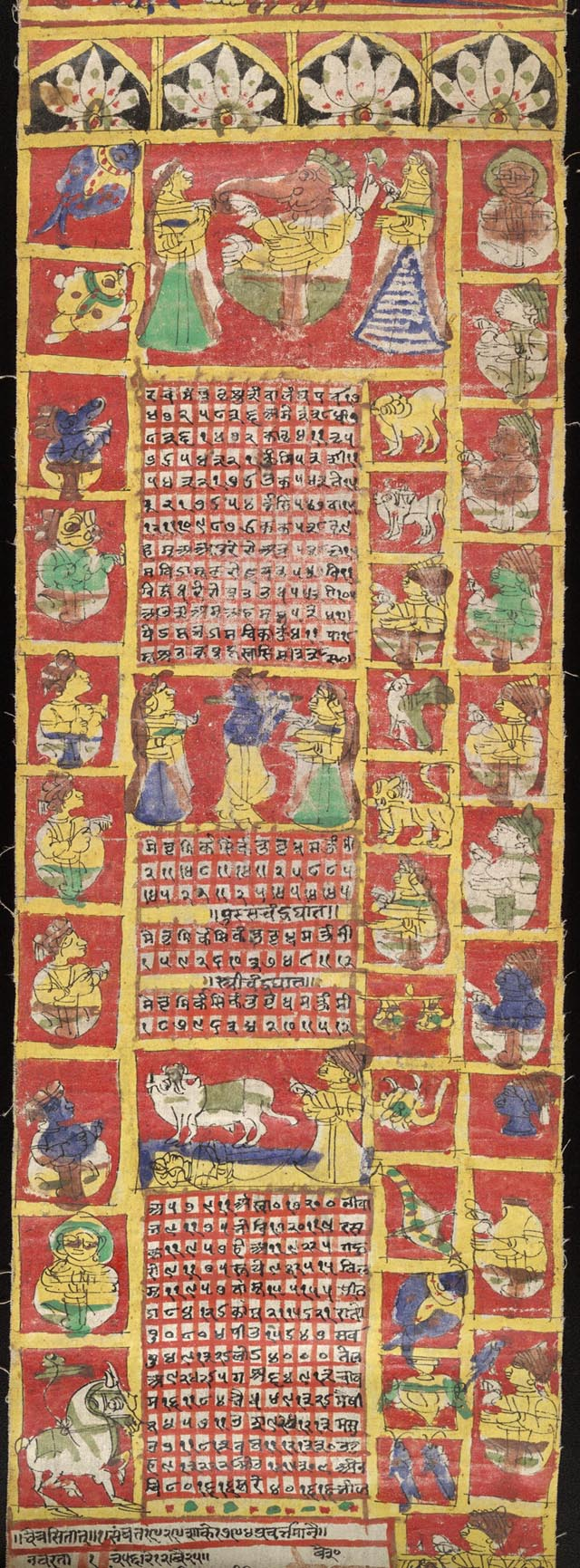
印度曆

曆法是以日為基礎單位计算時間的方法。一日以內的時間計算為計時。
主要分为阳历、阴历和阴阳历三种。阳历亦即太阳历，其曆年为一个回归年，现时国际通用的公历（西历）即为太阳历的一种，亦简称为阳历；阴历亦称月亮曆，或称太历的一种；阴阳历的平均曆年为一个回归年，曆月为朔望月，因为12个朔望月与回归年相差太大，所以阴阳历中设置闰月，所以这种历法与月相相符，也与地球绕太阳周期运动相符合。中国的农历就是阴阳历的一种。
历法中包含的其他時間元素（單位）尚有：
- 节气
- 世纪
- 年代

## 历法系統
一個历法系統會為每一天設計一個历法上的日期，因此星期本身不算是完整的历法系統。若一個系統為一年內的每一天命名，但沒有標別年份的方式，也不是完整的历法系統。
最簡單的历法系統是以某一參考日或時間為準，計算經過了多少個時間單位，像儒略日和UNIX时间就是這種系統，在時間單位不變的情形下，唯一可能的變化是更改參考日或時間，使計算的時間單位少一點，計算历法系統只需要加法及減法。
其他历法系統有一個或是多個較大的時間單位。
有一個較大的時間單位的历法系統。
- 週次和每週的第幾天：此系統不常見，其特點是沒有年，每隔一週，週次就會加一。
- 年和此年中的第幾天：例如ISO 8601的順序日期表示法。

有二個較大的時間單位的历法系統。
- 年、月和日：大部份的历法系統都屬於這一種，包括公历（以及類似的儒略曆）、伊斯兰历、農曆、太阳回历（英语：Solar Hijri calendar）及希伯來曆。
- 年、週次和每週的第幾天：例如ISO week date。

較大的週期也可以和自然現象同步：
- 太陰曆是和月亮的運動（月相）同步，例如伊斯兰历。
- 太陽曆是依和太陽運動有關的季節變化同步，例如伊朗曆。
- 陰陽曆是合併了月亮和太陽的變化，例如農曆、印度曆或希伯來曆。
- 也有一些历法系統似乎是和金星的運動同步，例如一些古埃及历法，和金星出現在赤道上的時間同步。

星期是少數沒有和自然現象同步的時間週期。
常常历法系統會包括一個以上的週期，或是同時有週期內及不在週期內的日期，像法國共和曆的一個月有30天，一年有五天或六天不屬於任何一個月。
大部份的历法系統會整合更多複雜的時間週期，例如大部份的历法系統都會有年、月、星期、日，但定義可能不同。許多历法系統都有一星期的七天，已使用超過幾千年。

### 太陽曆

#### 太陽曆中的日
太陽曆會為每一個太陽日定義一個日期，一日會以二次連續事件（如日落）之間的時間為準，一年當中，二次連續事件的間隔時間可能略有變化，或者會平均為平均太陽日，其他的历法也使用太陽日為時間單位。

#### 曆法改革
有許多有關曆法改革的提議，像是世界曆、國際固定曆、全新世紀年及漢克亨利萬年曆（
Hanke-Henry Permanent Calendar）。類似的想法在不同時期都有出現，但因為沒有連續性、實施時的大規模調整，或是宗教反對等原因，最後都沒有實現。

### 太陰曆
不是所有的历法系統都用太陽年為單位。太陰曆就是以月相變化來計算日期的曆法。因為回归年的長度不是月相週期的整數倍。單純的太陰曆很快就會無法和季節對齊．不過和其他現象會對齊的很好，例如潮汐，像伊斯蘭曆就是太陰曆。
Alexander Marshack在一個很有爭議性的書籍中認為一個骨棒上的痕跡(c. 25,000 BC)代表太陰曆，而Michael Rappenglueck也認為一幅15,000年前的洞穴畫中就有太陰曆。

### 陰陽曆
陰陽曆為了讓月份和季節可以對應，會以依一定規則加一個月的方式來調整，像希伯來曆就有19年的週期，而農曆的閏月也有類似的規則。

## 历法的時間單位
幾乎所有的历法系統都會將數日整合為月或是年。在太陽曆中，一年接近地球的回歸年（也就是一個完整季節循環需要的時間），一般會用在農業活動的規劃上。太陰曆則是以月相變化為主，一些历法系統也會有其他的時間週期，例如星期。
因為回歸年的長度不是一日的整數倍，因此太陽曆有些年的天數會和其他的年的天數不一様，例如在閏年要加一天（閏日）。若像陰曆的月或是陰陽曆中一年的月份數，也會有類似的情形，這稱為置閏。像大多數太陽曆的一年也無法分為長度相同，不會變動的十二個月。
一些文化會定義其他的時間單位，例如星期，而中國以往使用的一干支是60，因此有干支紀年及干支紀日。有些文化會用不同的年代起算日期，例日本的年份就是以天皇即位為準，並且有對應的年號，例如明仁天皇的年號是平成，2006年就是平成18年。
有些曆法會定義特定的日期，例如農曆中就會針對季節的變化，將一太陽年中選出二十四個日期，定為二十四個節氣。

## 其他历法分類

### 計算曆法及天文曆法
天文曆法（astronomical calendar）是以天文觀測為準的曆法，例如使用定氣定朔的現代農曆、宗教性的伊斯蘭曆及第二聖殿時的古猶太曆。這種曆法也稱為是以觀測為準的的曆法，好處是完美而且永遠準確，缺點是沒有一定的公式，若要回推多久以前某一天的日期比較困難。
計算曆法（arithmetic calendar）是以嚴格的數學公式計算的曆法，例如現在的猶太曆，也稱為是以規則為準的曆法，好處是容易計算特定時間是哪一天，不過和自然變化的精準性就比較差，即使曆法本身非常的精準，也會因為地球自轉及公轉的略為變化，造成其精準性慢慢變差，因此一個計算曆法使用的期間有限，可能只有數千年，之後就要用新的曆法系統代替。

### 完整曆法及不完整曆法
曆法也分為完整及不完整。完整曆法會為每一天設定一個日期，而不完整曆法就不會。像古羅馬曆沒有為冬天的日子設計日期，直接跳過，統稱為冬日，這就是不完整曆，大部份的曆法都是完整曆法。

## 用途
历法的主要用途是識別日期，記錄已經發生過的事，告知或同意末來的某一事件。日期可能有農業上、生活上、宗教上或社會上的重要性。例如历法可以用來決定何時要播種或是收割，哪幾天是法定假日或是宗教假日，日期可以標示會計年度的開始及結束，有些日期有法律上的重要性．例如需繳稅的日子或是合約的期限。一天的日期也可以提供一些相關的資訊，例如其季節。
曆法也是完整計時系統的一部份，有日期及時間即可精確的定義某一特定的時刻，現代的計時器可以顯示日期、時間及星期幾。

## 中国古代的历法
| 朝代 | 曆名          | 編者   | 使用年份      |
| ---- | ------------- | ------ | ------------- |
| 西漢 | 太初曆/三統曆 | 鄧平   | 前104年-84年  |
| 東漢 | 四分曆        | 編訢   | 85年-205年    |
| 東漢 | 乾象曆        | 劉洪   | 206年-236年   |
| 曹魏 | 景初曆        | 楊偉   | 237年-442年   |
| 劉宋 | 元嘉曆        | 何承天 | 443年-462年   |
| 劉宋 | 大明曆        | 祖沖之 | 463年-520年   |
| 北魏 | 正光曆        | 李業興 | 521年-539年   |
| 北魏 | 興和曆        | 李業興 | 540年-549年   |
| 北齊 | 天保曆        | 宋景業 | 550年-565年   |
| 北周 | 天和曆        | 甄鸞   | 556年-578年   |
| 北周 | 大象曆        | 馮顯   | 579年-583年   |
| 隋   | 開皇曆        | 張賓   | 584年-607年   |
| 隋   | 皇極曆        | 劉焯   | 605年-617年   |
| 隋   | 大業曆        | 張冑玄 | 608年-618年   |
| 唐   | 戊寅曆        | 傅仁均 | 619年-665年   |
| 唐   | 麟德曆        | 李淳風 | 666年-728年   |
| 唐   | 大衍曆        | 一行   | 728年-761年   |
| 唐   | 五紀曆        | 郭獻之 | 762年-784年   |
| 唐   | 貞元曆        | 徐承嗣 | 785年-821年   |
| 唐   | 宣明曆        | 徐昂   | 822年-892年   |
| 唐   | 崇玄曆        | 邊岡   | 893年-955年   |
| 五代 | 欽天曆        | 王樸   | 956年-959年   |
| 北宋 | 應天曆        | 王處訥 | 960年-980年   |
| 北宋 | 乾元曆        | 吳昭素 | 981年-1000年  |
| 北宋 | 儀天曆        | 史序   | 1001年-1023年 |
| 北宋 | 崇天曆        | 宋行古 | 1024年-1063年 |
| 北宋 | 明天曆        | 周琮   | 1064年-1073年 |
| 北宋 | 奉元曆        | 衛朴   | 1074年-1091年 |
| 北宋 | 觀天曆        | 黃居卿 | 1092年-1102年 |
| 北宋 | 占天曆        | 姚舜輔 | 1103年-1105年 |
| 北宋 | 紀元曆        | 姚舜輔 | 1106年-1126年 |
| 金   | 大明曆        | 楊級   | 1127年-1179年 |
| 金   | 重修大明曆    | 趙知徵 | 1180年-1280年 |
| 南宋 | 統元曆        | 陳德一 | 1135年-1160年 |
| 南宋 | 乾道曆        | 劉孝榮 | 1167年-1177年 |
| 南宋 | 淳熙曆        | 劉孝榮 | 1177年-1190年 |
| 南宋 | 會元曆        | 劉孝榮 | 1191年-1198年 |
| 南宋 | 統天曆        | 楊忠輔 | 1199年-1206年 |
| 南宋 | 開禧曆        | 包翰元 | 1207年-1250年 |
| 南宋 | 淳祐曆        | 李德卿 | 1251年-1252年 |
| 南宋 | 會天曆        | 譚玉   | 1253年-1270年 |
| 南宋 | 成天曆        | 陳鼎   | 1271年-1274年 |
| 南宋 | 乙未曆        | 耶律履 | 1180年        |

- 授时曆
- 时宪曆

## 一些特殊的曆法

### 會計年度
會計年度是指政府或企業為預算、會計或納稅而設的年度。一個會計年度共有12個月，開始及結束時間則依各國而不定，例如美國的會計年度是從10月1日開始，到9月30日結束。印度和香港的會計年度是從4月1日開始，到3月31日結束，不過有些小公司的會計年度會從屠妖節開始，到隔年的屠妖節前一天結束。
在會計上常會用4/4/5日曆，每一個月會有固定的週數，以便各月之間和各年之間的比較。例如一月固定有四週，二月固定有四週，三月固定有五週等，每五至六年會自動加上第53週，ISO 8601是有關日期的國際標準化組織辦法，一週固定從週一開始，在週日結束。第一週是包括公曆中一月四日的那一週。

### 引用
1. ↑  Zerubavel, The Seven Day Circle (University of Chicago Press, 1985).
2. ↑  James Elkins, Our beautiful, dry, and distant texts （页面存档备份，存于） (1998) 63ff.
3. ↑  . BBC News. 2000-10-16  [2013-03-14]. （原始内容存档于2021-02-11）.

## 延伸阅读
[在维基数据编辑]
 《欽定古今圖書集成·曆象彙編·曆法典·曆法總部》，出自陈梦雷《古今圖書集成》
- Fraser, Julius Thomas,  illustrated, Amherst: Univ of Massachusetts Press, 1987, ISBN 0-87023-576-1, OCLC 15790499
- Whitrow, Gerald James, , Oxford: Oxford University Press, 2003, ISBN 0-19-860781-4, OCLC 265440481